# Stadtteilfriedhof Badenstedt neu

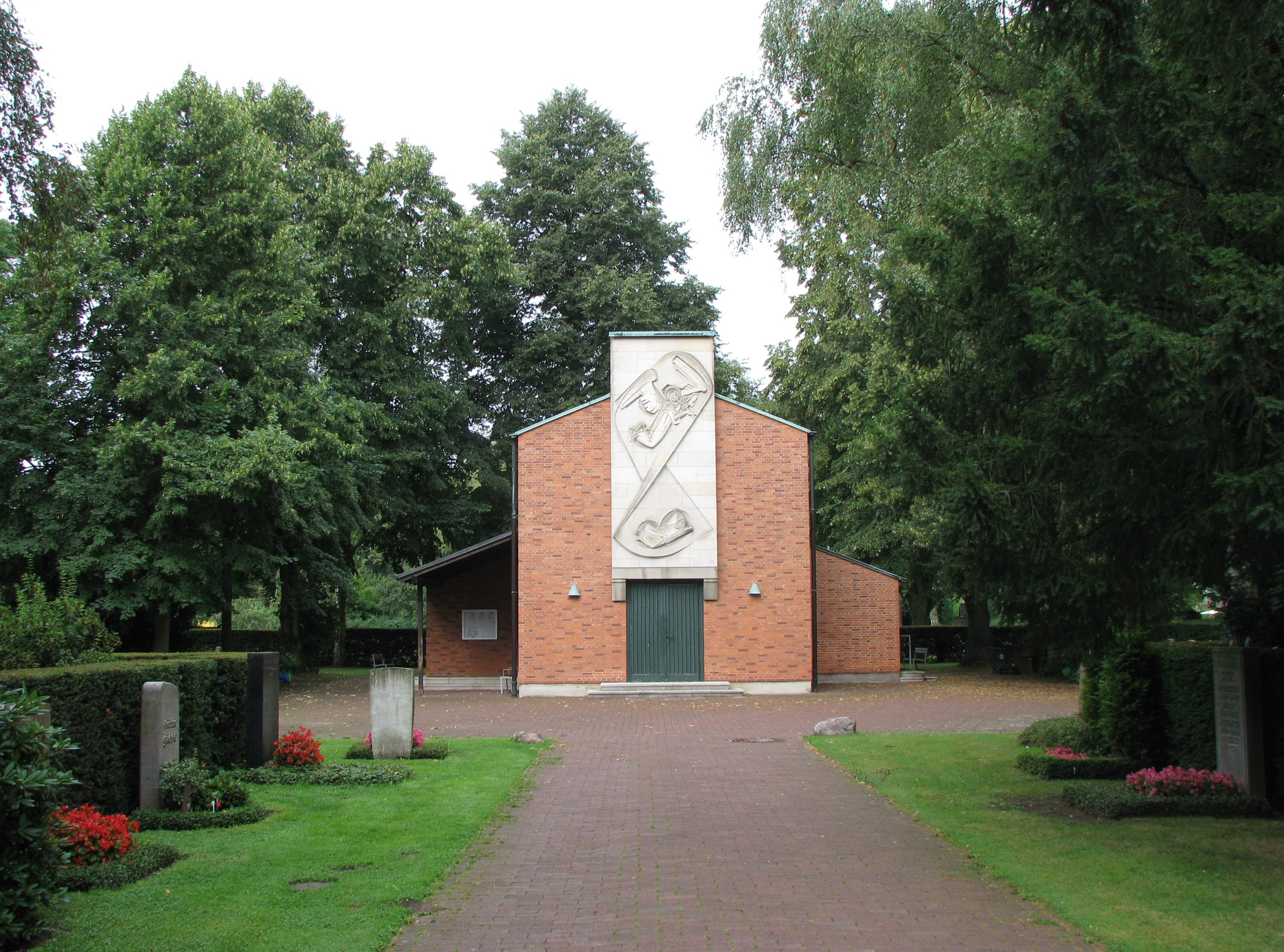
Kapelle mit Engels-Relief auf dem Neuen Stadtteilfriedhof von Badenstedt

Stadtteilfriedhof Badenstedt neu lautet die Bezeichnung für den jüngeren der beiden städtischen Friedhöfe der niedersächsischen Landeshauptstadt Hannover im Stadtteil Badenstedt. Standort der heute rund 4,3 Hektar großen Grünfläche ist Im Born 19 Ecke Lenther Chaussee.

## Geschichte und Beschreibung

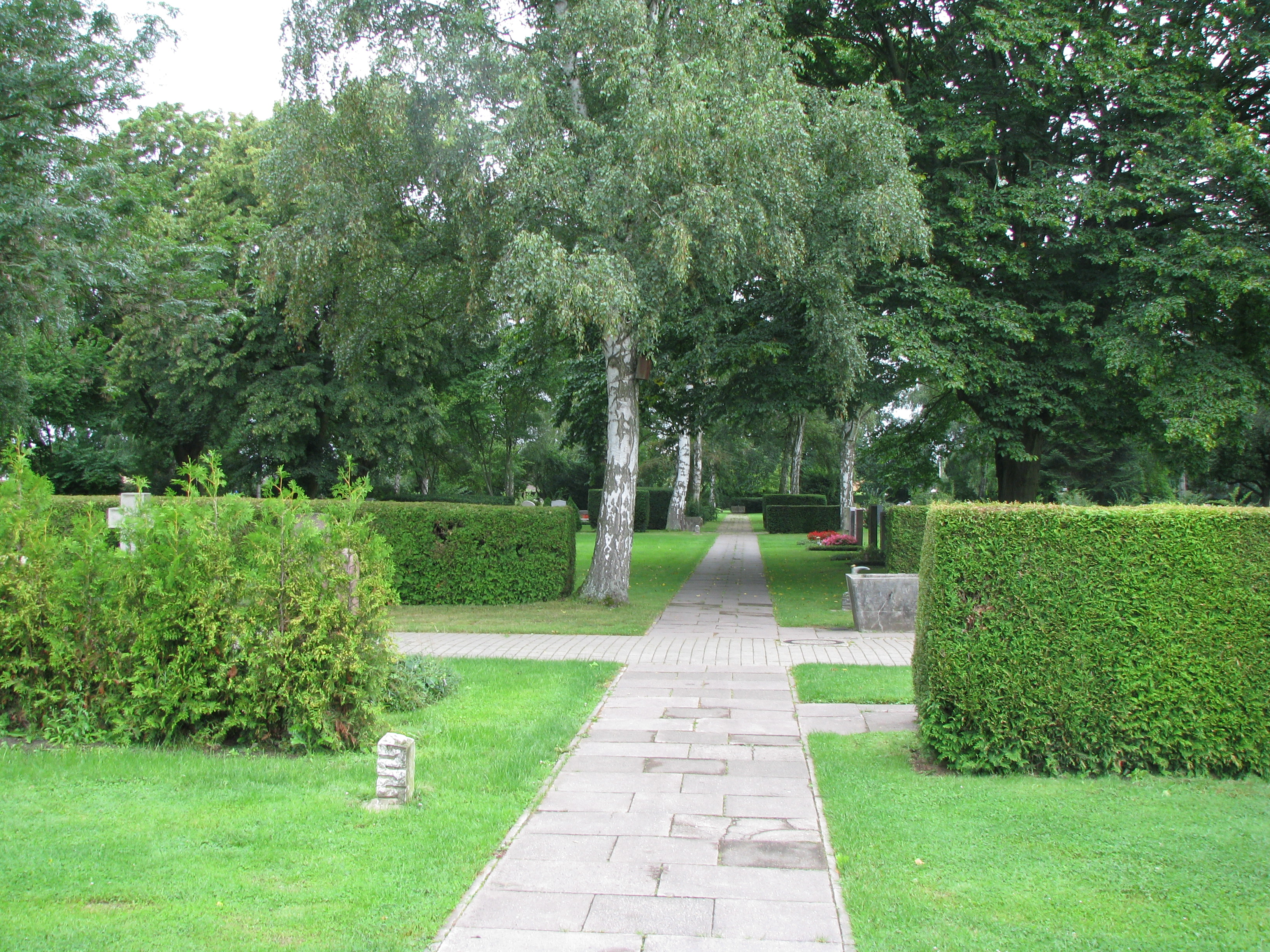
Teils symmetrisch rechtwinklig angelegte Wege

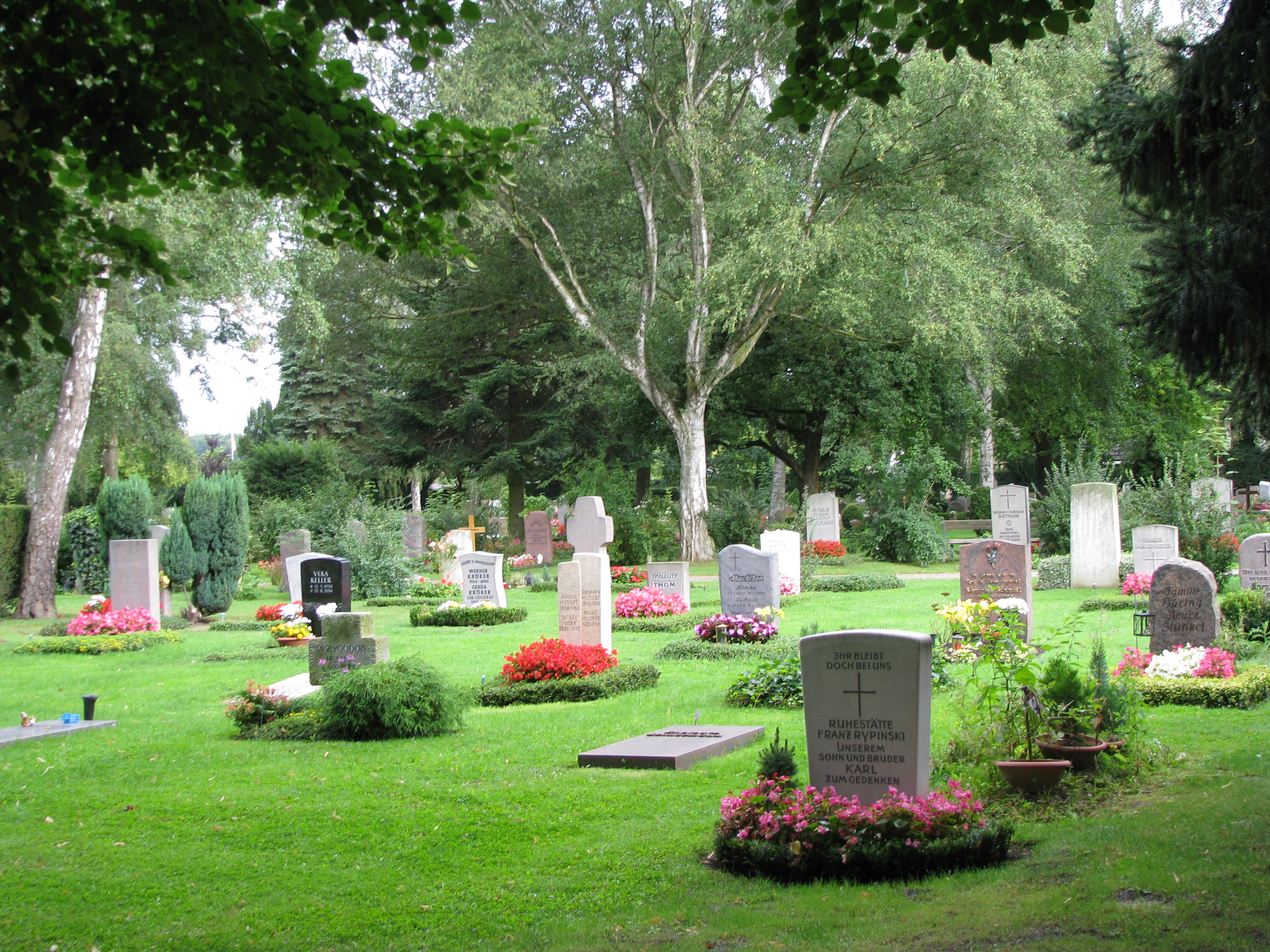
Grabmäler in der parkähnlichen Grünanlage

Nachdem der 1877 angelegte alte Badenstedter Friedhof für die seinerzeit stetig wachsende Einwohnerzahl des Ortes bald zu klein geworden war, wurde noch zur Zeit des Deutschen Kaiserreichs ab Jahr 1909, vor allem ab 1912 am nordwestlichen Rand des bebauten Gebietes von Badenstedt ein ergänzender Friedhof eingerichtet.
Der seinerzeitige „Stadtfriedhof“ steht heute mit einigen Grabmälern unter Denkmalschutz.
Es stehen – vorrangig für Bewohner aus Badenstedt und den angrenzenden Stadtteilen – Erdwahl- und Erdreihengräber, Urnenwahlgräber sowie pflegearme Urnenrasengräber zur Verfügung.